# Odessa Jackalopes (2011–)
Odessa Jackalopes är ett amerikanskt juniorishockeylag som spelar i North American Hockey League (NAHL) sedan 2011. Laget har sitt ursprung från 2008 när Owatonna Express grundades i Owatonna i Minnesota, för spel i just NAHL. I mars 2011 meddelade ägarna till CHL-laget Odessa Jackalopes att man hade köpt Owatonna Express i syfte att flytta det till Odessa i Texas och heta Odessa Jackalopes. CHL-laget var då tvungen att upplösas för att göra det tilltänka lagnamnet tillgängligt för NAHL-laget.
Jackalopes spelar sina hemmamatcher i inomhusarenan Ector County Coliseum, som har en publikkapacitet på omkring 8 000 åskådare. De har inte vunnit någon Robertson Cup, som delas ut till det lag som vinner NAHL:s slutspel.
Laget har fostrat bland andra Connor Hellebuyck.